# Resolutie 2020 Veiligheidsraad Verenigde Naties
Resolutie 2020 van de Veiligheidsraad van de Verenigde Naties werd op 22 november 2011 unaniem door de VN-Veiligheidsraad aangenomen.
Met de resolutie werd de autorisatie aan landen en regionale organisaties om Somalië te helpen in de strijd tegen de piraterij in diens territoriale wateren met een jaar verlengd.

## Achtergrond
In 1960 werden de voormalige kolonies Brits Somaliland en Italiaans Somaliland onafhankelijk en samengevoegd tot Somalië. In 1969 greep het leger de macht en werd Somalië een socialistisch-islamitisch land. In de jaren 1980 leidde het verzet tegen het totalitair geworden regime tot een burgeroorlog en in 1991 viel het centrale regime. Vanaf dan beheersten verschillende groeperingen elke een deel van het land en enkele delen scheurden zich ook af van Somalië. Toen milities van de Unie van Islamitische Rechtbanken de hoofdstad Mogadishu veroverden greep buurland Ethiopië in en heroverde de stad. In 2008 werd piraterij voor de kust van Somalië een groot probleem.

## Inhoud

### Waarnemingen
De piraterij in de Westelijke Indische Oceaan en aangrenzende zeeën bleef de internationale gemeenschap zorgen baren.
Ook de deelname van kinderen hieraan wekte nu ongerustheid op.
De instabiliteit van Somalië leidde mee tot het probleem en de onderliggende oorzaken daarvan moesten worden aangepakt.
De tijdelijke regering van Somalië bleef internationale steun vragen in de strijd tegen piraterij en vroeg een verdere verlenging van resolutie 1897.
Die steun kwam voornamelijk van de Europese Atalanta-missie en de NAVO-missies Allied Protector en Ocean Shield.
Daarnaast hadden ook een aantal individuele landen schepen en/of vliegtuigen gestuurd.
Er was opgemerkt dat piraten steeds meer ontvoeringen en gijzelingen pleegden.
Inmiddels werd nog steeds gewerkt aan de speciale antipiraterijrechtbanken van de VN voor de berechting en detentie van piraten.

### Handelingen
Niet enkel piraten die op zee werden opgepakt moesten berecht worden.
Ook de leiders van misdaadnetwerken die piraterij organiseerden, financierden en ervan profiteerden moesten gevat worden.
De gebrekkige opvolging van het wapenembargo tegen Somalië werkte het probleem verder in de hand.
Landen werden dan ook opgeroepen mee te werken en informatie te delen met de Waarnemingsgroep Somalië en Eritrea die op het embargo toezag.
De autorisatie die eerder aan landen en organisaties was gegeven om samen te werken met de tijdelijke overgangsregering van Somalië tegen piraterij voor de Somalische kust werd opnieuw met twaalf maanden verlengd.
Ook werden alle landen waar dit nog niet het geval was opgeroepen piraterij strafbaar te stellen.
De Veiligheidsraad was ook nog tevreden met de globale databank die Interpol had opgezet voor informatie over de piraterij in Somalische wateren.

## Verwante resoluties
- Resolutie 1910 Veiligheidsraad Verenigde Naties
- Resolutie 1915 Veiligheidsraad Verenigde Naties

Lijst ·  1967 ·  1968 ·  1969 ·  1970 ·  1971 ·  1972 ·  1973 ·  1974 ·  1975 ·  1976 ·  1977 ·  1978 ·  1979 ·  1980 ·  1981 ·  1982 ·  1983 ·  1984 ·  1985 ·  1986 ·  1987 ·  1988 ·  1989 ·  1990 ·  1991 ·  1992 ·  1993 ·  1994 ·  1995 ·  1996 ·  1997 ·  1998 ·  1999 ·  2000 ·  2001 ·  2002 ·  2003 ·  2004 ·  2005 ·  2006 ·  2007 ·  2008 ·  2009 ·  2010 ·  2011 ·  2012 ·  2013 ·  2014 ·  2015 ·  2016 ·  2017 ·  2018 ·  2019 ·  2020 ·  2021 ·  2022 ·  2023 ·  2024 ·  2025 ·  2026 ·  2027 ·  2028 ·  2029 ·  2030 ·  2031 ·  2032